# Pilea puracensis
Pilea puracensis är en nässelväxtart som beskrevs av Ellsworth Paine Killip. Pilea puracensis ingår i släktet pileor, och familjen nässelväxter. Inga underarter finns listade i Catalogue of Life.